# Annual Review of Biophysics
Annual Review of Biophysics è una rivista scientifica sottoposta a revisione paritaria e pubblicata annualmente dalla casa editrice Annual Reviews. Tratta tutti gli aspetti della biofisica con articoli di revisione su richiesta.
Dal 2013 il caporedattore è Ken A. Dill. A partire dal 2023, Annual Review of Biophysics viene pubblicata in modalità di accesso aperto, secondo il modello editoriale del Subscribe to Open. Secondo il Journal Citation Reports, nel 2023 la rivista ha ricevuto un fattore di impatto pari a 10,4, collocandosi al quarto posto fra 77 titoli presenti nella categoria "Biofisica".

## Storia
La rivista è nata col nome di Annual Review of Biophysics and Bioengineering ed è stata pubblicata per la prima volta nel 1972 dall'Annual Reviews in collaborazione con la Biophysical Society.
Il suo primo redattore fu Manuel F. Morales. Nel 1985, il nome della rivista fu cambiato in Annual Review of Biophysics and Biophysical Chemistry, finché nel 1992 fu ribattezzata Annual Review of Biophysics and Biomolecular Structure. Nel 2008 la rivista ottenne il suo titolo attuale.

## Indicizzazione
Gli abstract egli articoli della rivista sono indicizzati da: Scopus, Science Citation Index Expanded, BIOSIS Previews, Embase, MEDLINE e Academic Search, tra gli altri.

## Processo editoriale
Al vertice dell'Annual Review of Biophyisics stanno il redattore o alcuni co-redattori. Il redattore è assistito dal comitato editoriale, che comprende i redattori associati, i membri regolari e, occasionalmente, dei redattori ospiti.
I membri ospiti partecipano su invito del direttore e hanno un mandato di un anno. Tutti gli altri membri del comitato editoriale sono nominati dal consiglio di amministrazione di Annual Reviews e hanno un mandato di cinque anni. Il comitato editoriale determina quali argomenti devono essere inclusi in ogni volume e sollecita revisioni da parte di autori qualificati. La revisione paritaria degli articoli accettati è effettuata dal comitato editoriale.

### Redattori dei volumi
Le date indicano gli anni di pubblicazione in cui qualcuno è stato accreditato come caporedattore o co-redattore di un volume di una rivista. Il processo di pianificazione di un volume inizia molto prima della sua pubblicazione. Un redattore poteva comunque essere presentato come caporedattore di un volume che aveva contribuito a pianificare, anche se era andato in pensione o deceduto prima della sua pubblicazione.
- Manuel F. Morales (1972)[11]
- Lorin J. Mullins (1973–1983)[12][13]
- Donald M. Engelman (1984–1993)[14]
- Robert M. Stroud (1994–2003)[15]
- Douglas C. Rees (2004–2012)[16]
- Douglas C. Rees e Ken A. Dill (2013–2014)[17][18][19]
- Ken A. Dill (2015–2024)[20]
- Jané Kondev (2024–)[21]

### Comitato editoriale
Al 2025, il comitato editoriale, oltreché dai redattori, è composto dai seguenti membri:
- Margaret L. Gardel
- Taekjip Ha
- Amnon Horovitz
- Pankaj Mehta
- Uwe Schlattner
- A. Joshua Wand.